# Hugo Carvajal
Hugo Armando Carvajal Barrios (Puerto La Cruz, Veneçuela, 1 d'abril de 1960), també conegut com El Pollo, és un exmilitar i polític veneçolà. Fou General Major de l'Exèrcit de Veneçuela, i partir del 2016 diputat a l'Assemblea Nacional per l'estat de Monagas. Responsable de la intel·ligència militar de Veneçuela entre juliol de 2004 i desembre de 2011, i entre abril de 2013 i gener de 2014. El 12 d'abril de 2019 Carvajal va ser detingut a Espanya atenent una petició dels Estats Units, acusat per delictes de narcotràfic i associació il·lícita per les seves relacions amb les FARC. L'Audiència Nacional rebutjà l'extradició, però posteriorment va revocar la decisió tot i que Carvajal ja s'havia fugat.

## Formació i carrera militar
Hugo Carvajal va estudiar al Liceu Militar José Antonio Anzoátegui, formant part de la primera promoció de batxillers de l'institut, que es va graduar al juliol de 1977. Va iniciar la seva carrera a l'Acadèmia Militar de Veneçuela, on es llicencià amb la jerarquia de sotstinent el 5 de juliol de 1981, formant part de la promoció Pedro Camejo “Negro Primero”. Durant la seva estada a l'acadèmia, va tenir com a instructor a l'aleshores capità Hugo Chávez, coneixença que el portaria a participar en l'intent de cop d'Estat del 4 de febrer de 1992 en contra del govern del president Carlos Andrés Pérez, actes pels quals va ser detingut i reclòs a la Caserna Santa Carlos, amb el grup de militars que va protagonitzar la insurrecció armada. Durant el primer govern d'Hugo Chávez, el 1999, va comandar el Batalló d'Armament Capitan Manuel Tor, un dels més importants del país, ubicat a l'estat d'Aragua. L'any 2000 va ser ascendit a coronel i inicià la seva trajectòria a la Direcció general Sectorial d'Intel·ligència Militar (DGSIM) inicialment com a Director d'Investigacionss, i després com a Subdirector (2003-2004) i Director (2004-2012), retirant-se com a General Major. L'any 2012 va ser nomenat viceministre del Sistema Integrat de Recerca Penal, càrrec des del que va crear i dirigir l'Oficina Nacional Contra la Delinqüència Organitzada i Finançament del Terrorisme, fins que el 2013 el predident Nicolás Maduro va encarregar-li de nou la direcció del DGSIM durant un període de deu mesos.

## Diplomàtic i polític
EL 2014 va ser nomenat cònsol de Veneçuela a Aruba, decisió que no comptava amb el vistiplau del govern holandès, i fou detingut. Les autoritats no van acceptar la petició d'extradició dels Estats Units, i Carvajal va ser alliberat. L'any 2015 es va presentar com a candidat del Partit Socialista Unit de Veneçuela a les eleccions parlamentàries, essent elegit com a representat de l'estat de Monagas. Durant la crisi política veneçolana del 2019, Hugo Carvajal va manifestar públicament el seu suport a l'autoproclamat president Juan Guaidó, qualificant Nicolás Maduro d'usurpador i demanant-li que deixés entrar ajuda humanitària al país. Posetriorment marxà a Espanya amb la seva família, on va ser detingut a petició dels Estats Units, però va quedar en llibertat i va fugir.